# Hookeriopsis williamsii
Hookeriopsis williamsii är en bladmossart som beskrevs av Theodor Carl Karl Julius Herzog 1916. Hookeriopsis williamsii ingår i släktet Hookeriopsis och familjen Hookeriaceae. Inga underarter finns listade i Catalogue of Life.